# Bandera mixe
La bandera mixe consiste en tres franjas de colores distintos con un escudo mixe por debajo del escudo. Este blasón es único en su tipo y surgió en el pueblo de Tlahuiloltepec en 2008, es una bandera étnica de México.

## Descripción y simbolismo
Esta llamada "bandera mixe" tiene cuatro campos de colores, a su lado izquierdo, a partir del mástil, la franja verde por encima de la franja guinda y abajo una franja amarilla.

### Colores
En el proyecto para la elaboración y diseño de esta bandera mixe han intervenido un gran número de personas de las distintas regiones mixes, así como de diferentes niveles de conocimientos y disciplinas, llegando a la presente imagen simbólica que puede explicarse como sigue:

- Verde (Región alta), que nos expresa la fecundidad de los bosques serranos y la riqueza de las maderas comunales de los pueblos pertenecientes a la llamada Meseta Purépecha o Tarasca.

- Guinda (Región baja), que nos hace presente la región de la Ciénaga y de sus pueblos que han perdido el idioma materno y gran parte de nuestra herencia cultural, que sin embargo aún cuidan y mantienen con sus manos a uno de nuestros dioses antiguos: el maíz.

- Oro (Región baja), que nos representa la región de la cañada con el río Duero que corre serpenteando los Once Pueblos como un símbolo de vida y energía que transmite a la gente de esta región fértil.

En el centro se ha colocado un escudo mixe.